# Zo maar een soldaat
Zo maar een soldaat is een tweetal singles uit 1965. Zowel Cowboy Gerard als Don Mercedes brachten het uit. Het grootste verschil is dat Cowboy Gerard de tekst spreekt, Don Mercedes zingt.
Zo maar een soldaat is een cover van Universal Soldier, geschreven door Buffy Sainte-Marie en werd in het Nederlands vertaald door Ger Rensen en Ann Derson. Buffy Sainte-Marie schreef het in een koffiehuis in Toronto naar aanleiding van de stroom gewonde soldaten die terugkwam uit de Vietnamoorlog. Zelf had ze er geen succes mee, maar Donovan nam het op en zijn versie werd een van de strijdliederen binnen de anti-Vietnamoorlogbetogingen.
De B-kant van Cowboy Gerards versie was Eens zijn we allemaal gelijk, geschreven door Pi Veriss en Wim Poppink. Don Mercedes zong op zijn single een zelf geschreven liedje.

## Hitnotering

### Nederlandse Top 40
| Positie: | 36 | 32 | 35 | 40 | uit |

### NederlandseParool Top 20
De korte notering in deze lijst is een gevolg van het feit dat de lijst pas voor het eerst op 30 oktober 1965 werd gepubliceerd.
| Positie: | 19 | uit |